# 细纹方蟹
细纹方蟹（学名：Grapsus tenuicrustatus）为方蟹科方蟹属的动物。分布于日本、夏威夷、澳大利亚、红海、马达加斯加、非洲东岸.广泛分布于印度太平洋的热带区、台湾岛以及中国大陆的西沙群岛、海南岛等地，生活环境为海水，主要栖息于高潮线岩石旁或珊瑚礁上。